# Johann Franz Xaver Arnold
Johann Franz Xaver Arnold foi um conferencista, naturalista, professor universitário e escritor alemão.
Arnold como botânico taxônomo foi o cientista que descreveu na Europa Central com grande precisão a espécie Pinus nigra.

## Obra
- Reise nach Mariazell in Steyermark. Verlag Wapler, Viena 1785, 24 pp.